# Абу Му II
Абу Мухаммад II Абдалла, или Абу Му II (ум. 1540) ― двадцать пятый правитель Тлемсена из династии Абдальвадидов (1528-1540).

## Биография
Абу Мухаммад правил Тлемсеном во времена окончательного упадка государства, когда оно находилось под протекторатом Испании и теряло самостоятельность.
Первые годы его правления обошлись без проблем благодаря испанской защите. Эмир своевременно уплачивал дань испанскому монарху. Но через некоторое время шейхи и марабуты начали оказывать давление на Абу Мухаммада, требуя разрыва с христианами. Они заключили тайный союз с Хайром ад-Дином Барбароссой, османским пиратом на алжирском побережье. Эмир узнал об этом союзе, но решил также втайне его поддержать. Через Барбароссу он рассчитывал получить поддержку османского султана. Как только поддержка Османской империи была гарантирована, Абу Мухаммад объявил о разрыве вассальной клятвы Испании, которая не отреагировала на это, поскольку была занята другими важными делами.
Абу Мухаммад умер в 1540 году и оставил трон своим сыновьям, Абу Абдалле и Абу-Зайяну. Первый из них взошёл на престол под именем Абу Абдаллы VI.